# 코로케이션
코로케이션(colocation)은 단일 위치 내에 여러 엔티티를 배치하는 행위이다.

## 예
- 조직에서 관련 역할이나 그룹을 단일 방, 건물 또는 캠퍼스에 배치하는 것을 말한다.
- 비즈니스에서 이는 동일한 시설에 여러 유사한 비즈니스를 배치하는 관행을 나타낸다.
- 거래에서 종종 거래 센터에 근접한 여러 데이터 센터를 배치하는 것을 말한다.
- 통신 분야에서는 주로 모바일 무선(셀 사이트) 및 라디오 방송과 같은 무선 통신 시설에서 동일한 시설 내에 여러 무선 방송 시설/제공자를 배치하는 관행을 말한다. 현재 많은 관할권에서는 무선 통신 타워의 확산을 방지하기 위해 단일 시설 내에서 모바일 무선 통신 사업자의 코로케이션을 의무화하고 있다.

## 데이터
코로케이션은 데이터 소싱 업계에서 일반적으로 데이터 센터 에 있는 오프사이트 데이터 저장소를 의미하는 데 자주 사용된다. 이는 데이터 손실이 직원에 대한 징계 조치 또는 실직을 포함하여 모든 규모의 회사에 중요할 수 있기 때문에 비즈니스에 매우 중요하다.  예기치 않은 데이터 손실은 화재, 지진, 홍수 또는 모든 종류의 자연 재해로 인해 발생할 수 있다.
데이터 코로케이션 기술은 통신 산업에서 자리를 잡기 시작했다. 코로케이션을 통해 여러 고객이 네트워크, 서버 및 데이터 스토리지 공간에 액세스하여 다양한 서비스 제공업체에 연결할 수 있다.

## 참조
1. 코로케이션: 클라우드의 논리적 홈 , Computerworld , Cyrus One.

1. ↑  “Colocation: The Logical Home for the Cloud: CIO White Paper”. 2014년 1월 16일. 2014년 1월 16일에 원본 문서에서 보존된 문서. 2023년 6월 16일에 확인함.